# Veulettes-sur-Mer
 Veulettes-sur-Mer  es una población y comuna francesa, en la región de Alta Normandía, departamento de Sena Marítimo, en el distrito de Dieppe y cantón de Cany-Barville.

## Demografía
| 439 | 363 | 342 | 369 | 299 | 296 |
| Para los censos de 1962 a 1999 la población legal corresponde a la población sin duplicidades (Fuente: INSEE [Consultar]) |     |     |     |     |     |